# قلب مادر
قلب مادر (ارمنی: Մոր սիրտը) یک فیلم است محصول سال ۱۹۵۷، به کارگردانی گریگور ملیک-آواگیان و بازیگری واردوهی واردرسیان، تسولاک آمریکیان، خورن آبراهامیان، ورجالویس میریجانیان و آشوت نرسیسیان

## بازیگران
- واردوهی واردرسیان
- هنری هاروتیونیان
- روبن میکائلیان
- روبرت مکرتچیان
- تسولاک آمریکیان
- خورن آبراهامیان
- آشوت نرسیسیان
- ر. تیگرانیان[الف]
- ایوان سلیانی
- گلب سلیانی
- مارینه تبلی
- وارتوهی شاهسوواریان
- ز. آتانسیان[ب]
- ک. ماقاکیان[پ]
- آرمن خوستیکیان
- ورجالویس میریجانیان

## یادداشت
1. ↑  Ռ. Տիգրանյան
2. ↑  Զ. Աթանեսյան
3. ↑  Կ. Մաղաքյան